# Ráječek
Ráječek (německy Klein Raasel) je vesnice, součást města Zábřeh v okrese Šumperk. Tvoří jednu ze základních sídelních jednotek města. Nachází se u železniční tratě Česká Třebová – Přerov, která jej společně s Moravskou Sázavou odděluje od vlastního Zábřehu. Okrajem vsi vede silnice I/44.

## Historie
První písemní zmínka o vsi pochází z roku 1273. Ráječek byl lénem olomouckého biskupa a spadal do mohelnické a následně do mírovské lenní provincie. Od roku 1613 patřil do mírovského panství. Po zrušení patrimoniální správy v roce 1848 byl samostatnou obcí. V roce 1950 se stal součástí Zábřehu a byl jeho místní částí. K 1. lednu 1976 byl tento status zrušen. Ráječek je jednou ze základních sídelních jednotek Zábřehu.
Dominantou vsi je kaple svatého Cyrila a Metoděje z roku 1888. Její rekonstrukce proběhla v roce 1992. Před kaplí stojí kříž z roku 1878.

## Obyvatelstvo
| 1869 | 1880 | 1890 | 1900 | 1910 | 1921 | 1930 | 1950 | 1961 | 1970 | 1980 | 1991 | 2001 | 2011 |
| ---- | ---- | ---- | ---- | ---- | ---- | ---- | ---- | ---- | ---- | ---- | ---- | ---- | ---- |
| 294  | 304  | 352  | 410  | 441  | 470  | 630  | 598  | 705  | 661  | 659  | 710  | 726  | 698  |

## Galerie

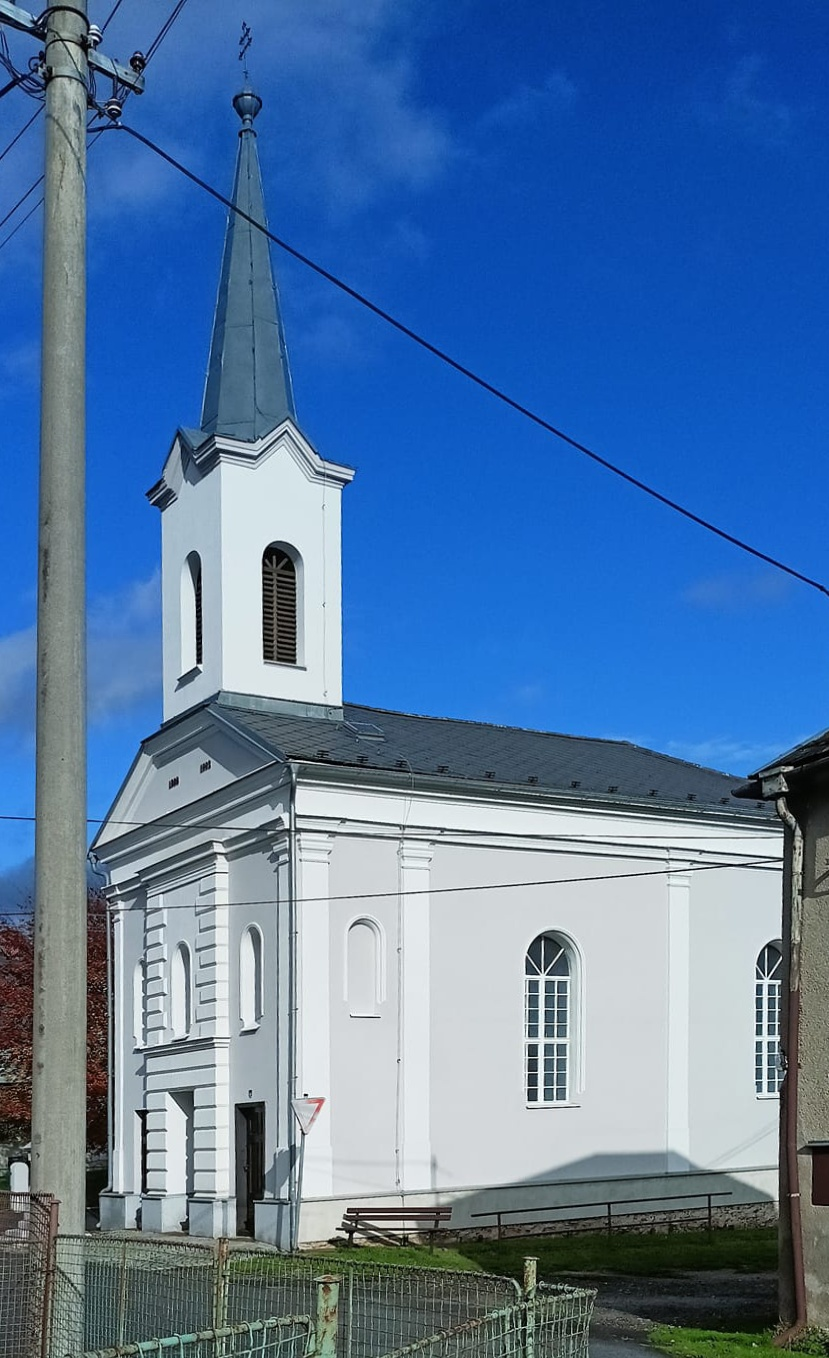
Boční pohled na kapli sv. Cyrila a Metoděje
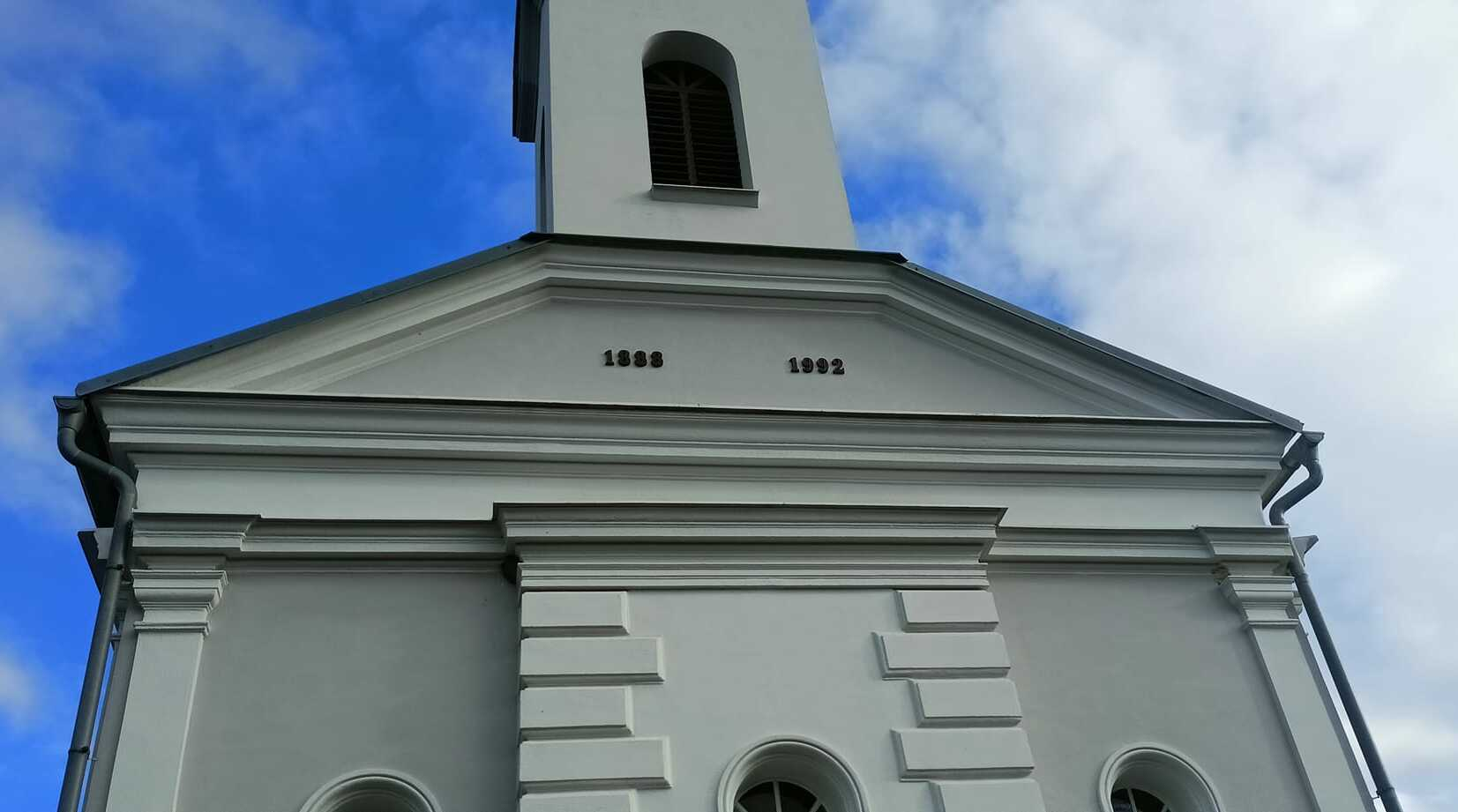
Římsa s letopočty postavení a rekonstrukce kaple
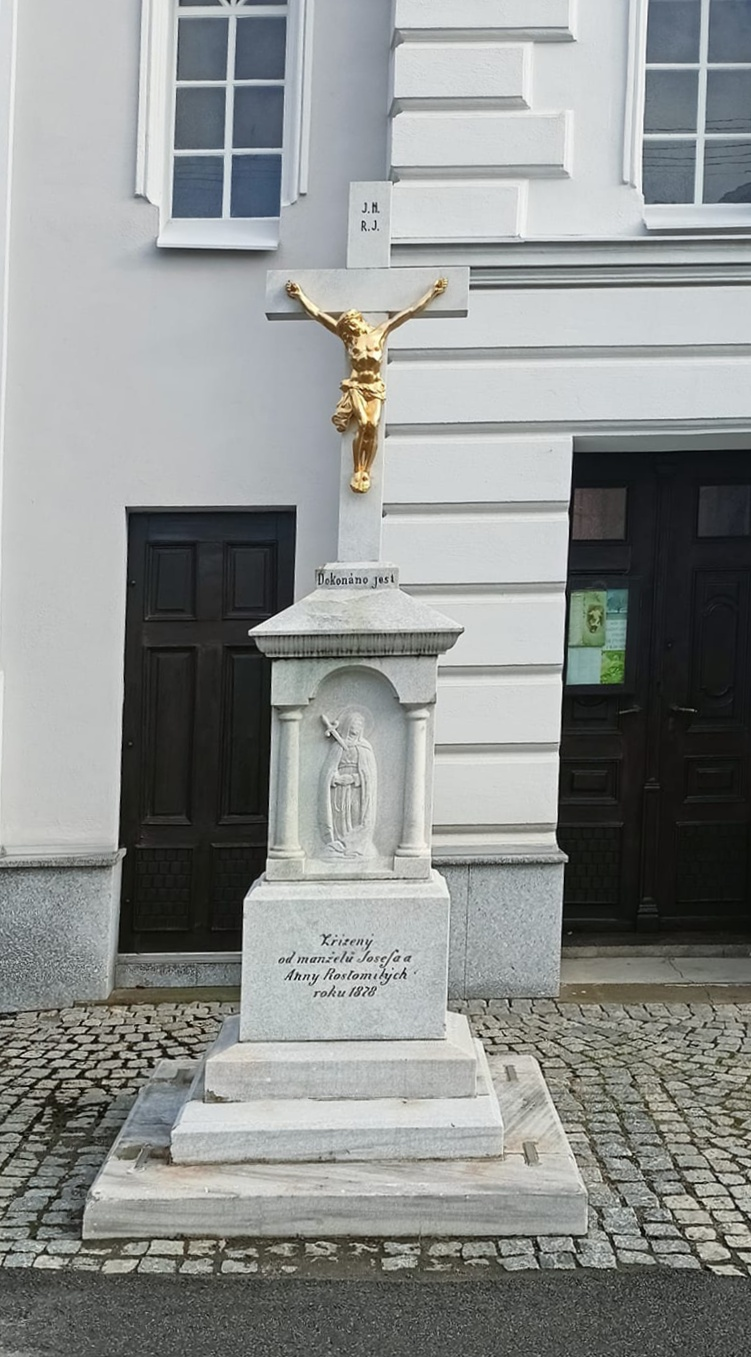
Kříž u kaple